# Keita Kosugi
Keita Kosugi (小杉 啓太, Kosugi Keita), né le 18 mars 2006 au Japon, est un footballeur japonais qui évolue au poste d'arrière gauche au Djurgårdens IF.

## Biographie

### En club
Né au Japon, Keita Kosugi est formé par le Shonan Bellmare. Le 22 mars 2024 il rejoint la Suède en s'engageant en faveur du Djurgårdens IF pour un contrat de quatre ans, soit jusqu'en décembre 2027. 
C'est avec le club suédois qu'il joue joue son premier match en professionnel, le 12 mai 2024, lors d'une rencontre de championnat, face à l'IF Elfsborg. Il entre en jeu en fin de match à la place de Tobias Gulliksen et son équipe l'emporte par deux buts à zéro. Kosugi marque son premier but le 6 octobre 2024, lors d'une rencontre de championnat face au Kalmar FF. Il est titularisé et marque le but égalisateur de son équipe (1-1 score final).

### En sélection
Keita Kosugi est convoqué avec l'équipe du Japon des moins de 17 ans pour participer au Championnat d'Asie des moins de 17 ans en 2023. Son équipe arrive en finale où elle s'impose contre la Corée du Sud.
Kosugi officie notamment comme capitaine des moins de 17 ans à chacune de ses apparitions avec la sélection, où il est apprécié pour son état d'esprit.

### Style de jeu
Keita Kosugi est décrit comme un joueur solide et résistant malgré sa petite taille. Il est connu pour sa rapidité, sa capacité à porter le danger offensivement et son endurance.

## Palmarès

### En sélection
Japon -17 ans
- Championnat d'Asie
  - Vainqueur en 2023